# 顾文霞
顾文霞（1931年—2022年10月5日），女，江苏吴县人，中国刺绣艺术家，曾任第六、七、八届全国政协委员。